# 孝明翁主
孝明翁主（韓語：효명옹주；1637年—1700年）。是朝鮮王朝第16代君主仁祖與廢貴人趙氏的長女。

## 生平
仁祖二十五年六月（1647年）封為孝明翁主。同年八月，下嫁給金自點之孫金世龍。因生母趙昭儀備受仁祖寵愛的關係，仁祖下賜給新人的衣物都極為的豐盛奢侈。
仁祖死後，孝明翁主的嫡兄長李淏即位為朝鮮國王，是為朝鮮孝宗。孝宗念在庶弟、庶妹幼小喪父及仁祖無法在有生之年看著他們成長便對他們賞賜及照顧有加。然而在孝宗二年（1651年）時前領議政金自點意圖擁立其親弟崇善君李澂為朝鮮國王失敗，以及生母趙貴人牽涉叛亂與宮內詛咒一事，轉而查出牽涉詛咒宮人當中有孝明翁主的婢女，宮女們供出翁主將人骨粉屑散鋪於大殿內和麟坪大君家，其餘的凶穢物品也多埋藏在不同的地方。隔月，朝廷大臣以毀壞宗廟社稷的亂臣賊子為由，要求將孝明翁主按律處死，然而孝宗不同意，而是將其夫金世龍捉拿處死。
孝宗三年（1652），由於罪證確鑿，大臣要求將孝明翁主如同生母趙貴人一樣被賜死，但孝宗沒有同意，只是將翁主發配到中道，趙貴人被賜死，兩位弟弟則是被削爵並流配。
孝宗三年（1652），孝宗令廢貴人趙氏，孝明翁主，樂善君及崇善君等人名字從璿源錄當中除去，但由於他們畢竟都是仁祖的兒女，百官表示折衷方式以名記錄而不紀官爵，並註明生母趙氏罪大惡極。
孝明翁主何時被廢位，實錄沒有明文紀載，只知是宋時烈上書要求將其廢位，後以罪人身分被流放到海島，並以金世龍妻相稱。孝宗於九年（1658）時，感嘆的表示，趙貴人所出子女皆是他的兄弟姊妹，看到骨肉們受刑，流放，生活過的艱辛，也於心不忍。孝宗表示想讓庶弟，庶妹們在不復位的情況下返回京城安置，並好好照顧。大臣表示可以接受。
肅宗二十六年（1700），孝明翁主去世。肅宗命人替其處理後事，欲以其生前封爵稱呼，但承政院認為金世龍妻犯下逆謀大罪，從海島回到京都，這是先王的仁德，雖然，她被釋放，但犯下逆謀大罪是事實，不可抹去，而且，過去五十年間都沒有恢復她的封爵，也不該以生前封爵相稱，更不可在璿源錄中做更改，肅宗默許承政院的諫言。

## 附註
1. ↑  .   [2015-02-14]. （原始内容存档于2019-09-15）.
2. ↑  .   [2015-02-14]. （原始内容存档于2019-10-05）.
3. ↑  .   [2015-02-14]. （原始内容存档于2019-09-26）.
4. ↑  《孝宗實錄》7卷·二年十二月十三條
5. ↑  .   [2015-02-14]. （原始内容存档于2019-10-01）.
6. ↑  .   [2015-02-14]. （原始内容存档于2019-10-09）.
7. ↑  .   [2015-02-14]. （原始内容存档于2019-10-08）.
8. ↑  《孝宗實錄》行狀
…崇善君澂、樂善君潚, 仁祖大王後宮趙出也, 因其母之惡逆, 澂又重出逆招, 朝議甚峻, 廢置絶島。 …
9. ↑  .   [2015-02-14]. （原始内容存档于2019-09-18）.
10. ↑  《承政院日記》 正祖元年12月 16日원본1410책/탈초본78책
11. ↑  .   [2015-01-11]. （原始内容存档于2019-10-03）.
12. ↑  .   [2015-02-14]. （原始内容存档于2019-10-03）.